# Division of Military Aeronautics
La Division of Military Aeronautics, chiamata anche Division of Military Aeronautics and Bureau of Aircraft Production (in quanto entrambi sono stati creati come "coordinatori" della componente aerea con lo stesso executive order), fu il nome dell'organizzazione che gestiva la componente aerea dell'United States Army per un brevissimo periodo durante la prima guerra mondiale prima di trasformarsi nella United States Army Air Service.

## Linea di successione della United States Air Force
- Aeronautical Division, U.S. Signal Corps · 1º agosto 1907–18 luglio 1914
- Aviation Section, U.S. Signal Corps · 18 luglio 1914–20 maggio 1918
- Division of Military Aeronautics · 20 maggio 1918–24 maggio 1918
- U.S. Army Air Service · 24 maggio 1918–2 luglio 1926
- U.S. Army Air Corps · 2 luglio 1926–20 giugno 1941
- U.S. Army Air Forces · 20 giugno 1941–18 settembre 1947
- United States Air Force · 18 settembre 1947–oggi